# Tierra Amarilla, Chile
Tierra Amarilla este un oraș și comună din provincia Copiapó, regiunea Atacama, Chile, cu o populație de 12.898 locuitori (2012) și o suprafață de 11190,6 km2.